# Fairness-Doktrin
Die Fairness-Doktrin war eine ab 1949 bestehende Vorschrift der Federal Communications Commission (FCC), der Regulierungs- und Zulassungsbehörde für Rundfunk und Kommunikation in den Vereinigten Staaten. Sie gab Lizenznehmern im Bereich des Rundfunks vor, dass sie bei der Berichterstattung über kontroverse Themen von öffentlichem Interesse diese in einer „ehrlichen sowie (zwischen den verschiedenen Standpunkten) gleichberechtigten und ausgewogenen Weise“ darzustellen hatten. Die Doktrin war während der Dauer ihrer Gültigkeit stark umstritten und mehrfach Streitpunkt in gerichtlichen Auseinandersetzungen. Im Jahr 1987 wurde sie von der FCC widerrufen.

## Geschichte

### Entstehung und gerichtliche Bestätigung
Die Fairness-Doktrin resultierte aus dem im Radio Act von 1927 enthaltenen Auftrag an die FCC-Vorgängerbehörde Federal Radio Commission (FRC), die Vergabe von Rundfunklizenzen so zu gestalten, dass die Lizenznehmer dem Nutzen, dem Interesse und den Notwendigkeiten der Öffentlichkeit dienen sollten. Die sich daraus ergebende Praxis bei der Lizenzvergabe, von den Rundfunkanstalten angemessenen Respekt für die Meinung anderer zu fordern, wurde schließlich 1949 in einer formalen FCC-Regel formuliert, die fortan als Fairness-Doktrin bezeichnet wurde. Zehn Jahre später wurde diese durch eine Ergänzung des Communications Act von 1934 auch gesetzlich vorgeschrieben. Dazu wurde das Gesetz um folgende Formulierung ergänzt:

“A broadcast licensee shall afford reasonable opportunity for discussion of conflicting views on matters of public importance.”

„Ein Rundfunk-Lizenznehmer soll in angemessenen Umfang Gelegenheit geben für die Diskussion von gegensätzlichen Standpunkten zu Themen von öffentlichem Interesse.“

Dies stellte zum einen eine grundsätzliche Verpflichtung für die Radio- und Fernsehsender dar, entsprechende Themen in Form von Berichterstattung, Informationssendungen, Debatten und ähnlichen Sendeformaten in einem angemessenen Umfang ins Programm aufzunehmen. Zum anderen ergab sich aus dieser Formulierung auch, dass bei der Präsentation dieser Themen die verschiedenen Standpunkte ausgewogen darzustellen seien. Für die später entstehenden Kabelnetze und die darauf basierenden Programme galt diese Regel hingegen nicht, da diese privat finanziert und betrieben werden und kein mit dem öffentlichen Frequenzspektrum vergleichbares Gemeingut nutzen.
Das wichtigste Gerichtsurteil zur Rechtmäßigkeit der Fairness-Doktrin war 1969 die Entscheidung Red Lion Broadcasting Co. v. FCC (395 U.S. 367, 1969) des Obersten Gerichtshofs der Vereinigten Staaten. In diesem Urteil entschied das Gericht, dass diese Vorschrift verfassungsgemäß sei und somit nicht gegen den 1. Zusatzartikel zur Verfassung der Vereinigten Staaten verstoße, der unter anderem die Meinungs- und Pressefreiheit garantiert:

“[…] A license permits broadcasting, but the licensee has no constitutional right to be the one who holds the license or to monopolize a […] frequency to the exclusion of his fellow citizens. There is nothing in the First Amendment which prevents the Government from requiring a licensee to share his frequency with others. […] It is the right of the viewers and listeners, not the right of the broadcasters, which is paramount. […]”

„[…] Eine Lizenz ist eine Sendeerlaubnis, aber der Lizenznehmer hat kein verfassungsmäßiges Recht, die Lizenz zu besitzen oder […] eine Frequenz so zu monopolisieren, dass seine Mitbürger ausgeschlossen werden. Nichts im ersten Verfassungszusatz hält die Regierung davon ab, einen Lizenznehmer zur Beteiligung anderer an seiner Frequenz zu verpflichten. […] Es sind die Rechte der Zuschauer und Hörer, nicht die der Sendeanstalten, die (diesbezüglich) Vorrang haben. […]“

Obwohl vergleichbare Regelungen für Zeitungen als verfassungswidrig eingestuft worden waren, sah das Gericht aufgrund der beschränkten technischen Verfügbarkeit des Radiowellenfrequenzspektrums eine staatliche Regulierung der Programmgestaltung für den Rundfunk-Bereich auf öffentlichen Frequenzen als rechtmäßig an. Gleichwohl stellte das Gericht fest, dass die Verfassungsmäßigkeit erneut geprüft werden müsse, wenn die Doktrin die Redefreiheit einschränken werde. Basierend auf dieser Entscheidung galt die Einhaltung der Fairness-Doktrin in den folgenden Jahren als die wichtigste Voraussetzung für den Betrieb eines Rundfunksenders im öffentlichen Frequenzbereich. Im Jahr 1974 kam das Gericht in einem weiteren Urteil, Miami Herald Publishing Co. v. Tornillo (418 U.S. 241, 1974), zu dem Schluss, dass die Fairness-Doktrin „unweigerlich die Stärke und die Vielfalt der öffentlichen Debatte einschränken“ würde („... inescapably dampens the vigor and limits the variety of public debate ...“). Dieses Urteil enthielt allerdings keine Neubewertung ihrer Verfassungsmäßigkeit.
Die Fairness-Doktrin bedeutete jedoch nicht, dass im Rahmen der Programmgestaltung jede einzelne Sendung inhaltlich ausgewogen sein sollte, oder dass gegensätzlichen Standpunkten grundsätzlich die gleiche Sendezeit einzuräumen sei. Sie sollte lediglich eine durchgehend einseitige Programmgestaltung für Sender auf öffentlichen Frequenzen verhindern. Die Umsetzung in der Praxis erfolgte meist dadurch, dass die betreffenden Radio- und Fernsehsender bei Ausstrahlung einer einseitigen Berichterstattung freiwillig oder aufgrund von Nachfragen und Beschwerden der jeweils anderen Seite entsprechende Sendezeit zur Verfügung stellten. Die effektive Einhaltung hing dabei auch von der Aufmerksamkeit der Hörer beziehungsweise Zuschauer ab.

### Kontroversen und Abschaffung

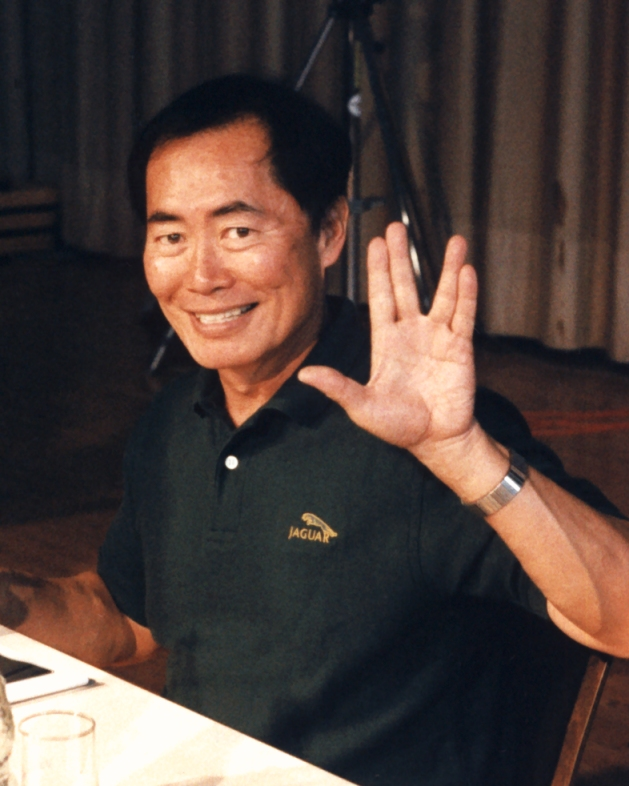
Die Interpretation der Fernsehserie „Star Trek“ als Wahlwerbung für eine politische Kandidatur des Schauspielers George Takei war Thema eines Gerichtsverfahrens zur Fairness-Doktrin

Zum Ende der 1960er Jahre gewann der amerikanische Anwalt John Banzhaf einen Gerichtsprozess zur Anwendung der Fairness-Doktrin auf Fernsehwerbung für Tabakprodukte, in dessen Folge die FCC ankündigte, die Umsetzung dieser Entscheidung rigoros durchzusetzen. Die sich daraus ergebende Ausstrahlung von Fernsehkampagnen gegen das Rauchen, beispielsweise mit Beteiligung des an Lungenkrebs erkrankten Schauspielers William Talman, führte durch die negative Öffentlichkeitswirkung für die Tabakindustrie zunächst zu deren freiwilligem Verzicht auf Fernsehwerbung für ihre Produkte und mit Beginn des Jahres 1971 zu einem entsprechenden gesetzlichen Verbot. Eine eher kuriose Entscheidung im Zusammenhang mit der Doktrin ergab sich, als der durch die Fernsehserie Star Trek bekannte Schauspieler George Takei im Jahr 1973 für einen Sitz im Stadtrat von Los Angeles kandidierte. Sein Gegenkandidat verlangte mit Verweis auf die Fairness-Doktrin von den lokalen Fernsehsendern entweder freie Sendezeit für seine Wahlwerbung im gleichen Umfang wie die ausgestrahlten Star-Trek-Episoden, oder deren Absetzung für die Dauer des Wahlkampfes. Die entsprechende Klage wurde allerdings von den Gerichten in Los Angeles abgewiesen.
Während des gesamten Bestehens der Fairness-Doktrin wurde von der FCC lediglich eine einzige Sender-Lizenz wegen fortgesetzter Nichteinhaltung widerrufen. Mit Beginn der 1980er Jahre begann die FCC, Teile der Doktrin zurückzunehmen beziehungsweise ihre Durchsetzung zu unterlassen. Hauptgrund dafür waren die Bestrebungen der Regierung des damaligen US-Präsidenten Ronald Reagan zur Deregulierung und Reduzierung der staatlichen Kontrolle in verschiedenen gesellschaftlichen und wirtschaftlichen Bereichen. Im Bereich des Rundfunks setzte sich innerhalb der FCC die Ansicht durch, dass Radio- und Fernsehsender keine Beauftragten der Öffentlichkeit (community trustees) mit dementsprechenden besonderen Verpflichtungen seien, sondern lediglich Teilnehmer am Medienmarkt. Im Jahr 1985 gab die Behörde öffentlich bekannt, dass die Fairness-Doktrin nicht dem öffentlichen Interesse diene und eine Verletzung des ersten Verfassungszusatzes sei. Ein Jahr später bestätigte das für den Gerichtsbezirk District of Columbia zuständige Berufungsgericht die Rechtmäßigkeit des durch die FCC praktizierten weitgehenden Verzichts auf eine effektive Durchsetzung der Vorschrift. 
Am 5. August 1987 schaffte die FCC die Fairness-Doktrin schließlich einstimmig ab und begründete diesen Schritt damit, dass die Vorschrift angesichts der breiten Verfügbarkeit verschiedener Medien öffentliche Debatten eher behindere als fördere. Die 1959 eingeführte Änderung des Communications Act wurde dabei entsprechend der vorherigen Gerichtsentscheidung lediglich als Möglichkeit für die FCC interpretiert, die formulierten Verpflichtungen nach eigenem Ermessen durchzusetzen, jedoch nicht als bindend vorgeschriebene Aufgabe der FCC. Durch diese Sichtweise war zur Aussetzung der Fairness-Doktrin keine Änderung des Gesetzes notwendig. Der Kongress versuchte im Herbst des gleichen Jahres, die Entscheidung der FCC durch die Verabschiedung eines Bundesgesetzes rückgängig zu machen, scheiterte jedoch trotz klarer Mehrheitsentscheidungen des Senats und des Repräsentantenhauses an einem Veto von Präsident Ronald Reagan. Weitere Versuche zur Wiederherstellung in den Jahren 1989 und 1991 waren ebenfalls erfolglos, nachdem mit George H. W. Bush erneut der amtierende Präsident sein Veto angekündigt hatte.
Zwei sich aus der Doktrin ergebende Regeln blieben auch nach deren Aufhebung noch bis zum Jahr 2000 in Kraft. Die als personal attack rule bezeichnete Vorschrift besagte, dass Rundfunk- und Fernsehsender eine Person oder Gruppe innerhalb von einer Woche benachrichtigen mussten, wenn diese im Rahmen des ausgestrahlten Programms Ziel eines persönlichen Angriffs geworden waren. Darüber hinaus mussten die Sender den Betroffenen eine Aufzeichnung des entsprechenden Programmteils sowie Sendezeit für eine Erwiderung zur Verfügung stellen. Ähnliches galt aufgrund der als political editorial rule bezeichneten Regel, wenn ein Sender im Rahmen eines Editorials ausdrücklich einen bestimmten Kandidaten für ein politisches Amt unterstützte oder ablehnte. Auch in diesem Fall hatte der Gegenkandidat Anspruch auf eine Benachrichtigung und Sendezeit für eine eigene Stellungnahme. Das für den Gerichtsbezirk District of Columbia zuständige Berufungsgericht forderte die FCC auf, diese Regeln unter dem Gesichtspunkt der Aufhebung der Fairness-Doktrin zu begründen. Statt einer Rechtfertigung hob die Behörde im Jahr 2000 auch diese beiden Vorschriften auf.
Mehrere Senatoren vom linken Flügel der Demokratischen Partei sowie der unabhängige Senator Bernie Sanders, der als erster und bisher einziger bekennender sozialistischer Senator in der Geschichte der Vereinigten Staaten gilt, haben öffentlich ihre Unterstützung für eine Rücknahme der FCC-Entscheidung von 1987 bekanntgegeben, um eine Wiedereinsetzung der Fairness-Doktrin zu erreichen. Auf der anderen Seite wurde die Doktrin regelmäßig von konservativen Politikern und Kommentatoren kritisiert und abgelehnt, da sie ihrer Meinung nach eine Repräsentation ihrer Ansichten in den Medien behindere.